# He He er xian
He He er xian zijn twee Chinese onsterfelijken in het taoïsme. De ene heet He (和) en de andere heet He (合). De attributen van deze twee zijn een lotus en een doos. Deze twee attributen klinken in het Standaardmandarijn hetzelfde als hun naam.